# PRP-Zahl
In der Zahlentheorie ist eine PRP-Zahl (vom englischen probable prime) eine positive ganze Zahl {\displaystyle n\in \mathbb {N} }, die sehr wahrscheinlich eine Primzahl ist, weil ein probabilistischer Primzahltest diese als mögliche Primzahl kennzeichnet. Sie erfüllt Bedingungen, die auch Primzahlen erfüllen, die meisten zusammengesetzten Zahlen aber nicht. Ein endgültiger Beweis, dass diese Zahl tatsächlich prim ist, kann mit so einem Test aber noch nicht gegeben werden.
PRP-Zahlen können sich letztendlich auch als zusammengesetzt herausstellen, wenngleich die probabilistischen Primzahltests (wie zum Beispiel der Fermatsche Primzahltest) eher dafür sprechen, dass es sich um Primzahlen handelt. Stellt sich heraus, dass eine PRP-Zahl tatsächlich zusammengesetzt ist, so nennt man sie Pseudoprimzahl.
Es gibt auch „echte“ Primzahltests (wie zum Beispiel das einfache Durchdividieren durch alle Primzahlen, die sogenannte Probedivision), allerdings würden diese Tests bei Zahlen ab einer gewissen Größe auch für Computer zu lange dauern (momentan testet man bei der Probedivision bis etwa {\displaystyle 2^{32}=4294967296}), deswegen wählt man bei sehr großen Zahlen eher obige probabilistische Primzahltests. Sie sind schneller, dafür aber auch „ungenauer“ (im Sinne von Primzahl / keine Primzahl). Mit diesen Tests kann man nicht mit absoluter Sicherheit feststellen, ob die gegebene Zahl eine Primzahl ist oder nicht. Man kann die Wahrscheinlichkeit, dass es sich bei der PRP-Zahl um eine zusammengesetzte Zahl handelt, aber sehr klein machen, indem man bei der zu untersuchenden PRP-Zahl mehrere verschiedene probabilistische Primzahltests anwendet.
PRP-Zahlen sind in der Regel sehr groß, weil man sonst die Primalität problemlos testen könnte. Momentan kennt man 10.000 PRP-Zahlen, die allesamt mehr als 50.000 Stellen haben.
Eine PRP-Zahl, die beim Fermatschen Primzahltest mit einer gewissen Basis {\displaystyle a} „durchkommt“ (im Sinne von „schaut aus wie eine Primzahl“) nennt man PRP-Zahl zur Basis a. Sie ist entweder tatsächlich eine Primzahl oder eine Fermatsche Pseudoprimzahl zur Basis {\displaystyle a}.
Eine PRP-Zahl, die beim etwas strengeren Solovay-Strassen-Test mit einer gewissen Basis {\displaystyle a} „durchkommt“ (im Sinne von „schaut aus wie eine Primzahl“) nennt man Euler-PRP-Zahl zur Basis a. Sie ist entweder tatsächlich eine Primzahl oder eine Eulersche Pseudoprimzahl zur Basis {\displaystyle a}.
Eine PRP-Zahl, die beim noch strengeren Miller-Rabin-Test mit einer gewissen Basis {\displaystyle a} „durchkommt“ (im Sinne von „schaut aus wie eine Primzahl“) nennt man strenge PRP-Zahl (SPRP) zur Basis a. Sie ist entweder tatsächlich eine Primzahl oder eine starke Pseudoprimzahl zur Basis {\displaystyle a}.
Eine PRP-Zahl zur Basis {\displaystyle a}, die beim Miller-Rabin-Test mit einer gewissen Basis {\displaystyle a} nicht „durchkommt“ (und somit weder Primzahl noch starke Pseudoprimzahl zur Basis {\displaystyle a} ist) nennt man schwache PRP-Zahl zur Basis a. Sie ist keine Primzahl.

## Eigenschaften
- PRP-Zahlen müssen mindestens bei einem probabilistischen Primzahltest „durchkommen“ (also den Anschein erwecken, dass sie prim sein könnten).
- PRP-Zahlen sind gute Kandidaten für probabilistische Primzahltests.

## Häufigkeiten
- Bis {\displaystyle x=25\cdot 10^{9}} gibt es:[2]

* 1091987405 Primzahlen, davon sind 1091987404 ungerade Primzahlen (nur die Primzahl 2 ist gerade)
* 21853 Fermatsche Pseudoprimzahlen zur Basis 2
* 11347 Eulersche Pseudoprimzahlen zur Basis 2
* 4842 Starke Pseudoprimzahlen zur Basis 2
* 2163 Carmichael-Zahlen
Dies bedeutet, dass man schon mit einem einzigen probabilistischen Primzahltest, zum Beispiel dem Fermatschen Primzahltest, sehr gute Ergebnisse erzielen kann:
Unter {\displaystyle x=25\cdot 10^{9}} (also unter 25 Milliarden) gibt es {\displaystyle \pi (x)=1.091.987.405} Primzahlen ({\displaystyle 1.091.987.404} davon sind ungerade) und nur {\displaystyle 21853} Fermatsche Pseudoprimzahlen zur Basis 2. Der Fermatsche Primzahltest zur Basis 2 würde, wenn man alle 25 Milliarden Zahlen testen würde, genau {\displaystyle 1.091.987.404+21.853=1.092.009.257} mal eine PRP-Zahl melden. Nur bei {\displaystyle 21853} PRP-Zahlen würde sich herausstellen, dass sie eine Pseudoprimzahl und somit zusammengesetzt ist. Das bedeutet, dass nur {\displaystyle {\frac {21853}{1092009257}}\approx 0{,}002\,\%} der PRP-Zahlen, die man mit dem Fermatschen Primzahltest herausgefunden hat, sich als zusammengesetzt entpuppen. Macht man einen weiteren Primzahltest mit einer anderen Basis ungleich 2, so verringert sich dieser Prozentsatz noch weiter.
- Sei {\displaystyle P(n)} die {\displaystyle n}-te Primzahl. Die kleinsten ungeraden Zahlen, bei denen der Miller-Rabin-Test für jede Basis {\displaystyle a\leq P(n)} eine vermeintliche Primzahl (also keine Zusammengesetztheit) meldet, sind die folgenden:

2047, 1373653, 25326001, 3215031751, 2152302898747, 3474749660383, 341550071728321, 341550071728321, 3825123056546413051, 3825123056546413051, 3825123056546413051, 318665857834031151167461, 3317044064679887385961981 (Folge A014233 in OEIS)
Beispiele:
* Die kleinste Zahl, bei der sich der Miller-Rabin-Test mit Basis {\displaystyle a=2} „irrt“ (im Sinne von „Primzahl, dabei in Wirklichkeit doch zusammengesetzt“) ist {\displaystyle 2047=23\cdot 89}.
* Die kleinste Zahl, bei der sich der Miller-Rabin-Test sowohl mit Basis {\displaystyle a=2} als auch mit Basis {\displaystyle a=3} „irrt“ (im Sinne von „Primzahl, dabei in Wirklichkeit doch zusammengesetzt“) ist {\displaystyle 1373653=829\cdot 1657}.
* Die kleinste Zahl, bei der sich der Miller-Rabin-Test sowohl mit Basis {\displaystyle a=2} als auch mit den Basen {\displaystyle a=3,5,7,11} und {\displaystyle 13} „irrt“ (im Sinne von „Primzahl, dabei in Wirklichkeit doch zusammengesetzt“) ist {\displaystyle 3474749660383=1303\cdot 16927\cdot 157543}.
Das bedeutet, dass man, wenn man wissen will, ob eine Zahl {\displaystyle n<3.474.749.660.383} prim ist oder nicht, lediglich mit dem Miller-Rabin-Test mit den sechs Basen {\displaystyle a=2,3,5,7,11} und {\displaystyle 13} „drüberfahren“ muss, um sicher entscheiden zu können, ob es sich um eine Primzahl handelt oder nicht.

## Beispiele
- Man will wissen, ob die Zahl {\displaystyle n=2363418209} eine Primzahl ist oder nicht.

Schritt 1:  Probedivision
Man kontrolliert, ob es eine Primzahl gibt, die ein Teiler von {\displaystyle n} ist. Man dividiert {\displaystyle n} durch die ersten Primzahlen, also durch {\displaystyle 2,3,5,7,11,13,17} und {\displaystyle 19} (oder weiter) und stellt fest, dass diese Zahlen keine Teiler von {\displaystyle n=2363418209} sind. Man müsste {\displaystyle n} durch alle Primzahlen {\displaystyle p} teilen, für welche {\displaystyle p\leq {\sqrt {2363418209}}\approx 48615} gilt. Dies erscheint aber zu aufwändig. Somit geht man weiter zu
Schritt 2:  Probabilistischer Primzahltest, zum Beispiel der  Fermatsche Primzahltest:
Jede Primzahl {\displaystyle p} und jede dazu teilerfremde natürliche Zahl {\displaystyle a} erfüllt folgende Kongruenz:
{\displaystyle a^{p-1}\equiv 1{\pmod {p}}}
Bei uns ist möglicherweise {\displaystyle n=2363418209} eine Primzahl, wir setzen {\displaystyle p=2363418209}. Wir kontrollieren, ob mit {\displaystyle a=2} obige Kongruenz erfüllt ist. Man erhält
{\displaystyle 2^{2363418209-1}=2^{2363418208}\equiv 817442832\not \equiv 1{\pmod {2363418209}}}
Ganz offensichtlich erfüllt die Zahl {\displaystyle n=2363418209} nicht das Primzahlkriterium des Fermatschen Primzahltests und ist deswegen sowohl keine PRP-Zahl (zur Basis {\displaystyle 2}) als auch keine Primzahl. Welche Teiler diese Zahl hat, ist ein anderes, bei hohen Zahlen wesentlich schwierigeres Problem (in diesem Fall ist {\displaystyle n=2363418209=48611\cdot 48619}).
Nun folgt eine Zahl, deren Primzahlbestimmung etwas schwieriger ist:
- Man will wissen, ob die Zahl {\displaystyle n=399001} eine Primzahl ist oder nicht.

Schritt 1:  Probedivision
Man kontrolliert, ob es eine Primzahl gibt, die ein Teiler von {\displaystyle n} ist. Man dividiert {\displaystyle n} durch die ersten Primzahlen, also durch {\displaystyle 2,3,5,7,11,13,17} und {\displaystyle 19} und stellt fest, dass diese Zahlen keine Teiler von {\displaystyle n=399001} sind. Man müsste {\displaystyle n} durch alle Primzahlen teilen, welche {\displaystyle \leq {\sqrt {399001}}\approx 631,7} sind. Dies erscheint aber zu aufwändig. Somit geht man weiter zu
Schritt 2:  Probabilistischer Primzahltest, zum Beispiel der  Fermatsche Primzahltest:
Jede Primzahl {\displaystyle p} und jede dazu teilerfremde natürliche Zahl {\displaystyle a} erfüllt folgende Kongruenz:
{\displaystyle a^{p-1}\equiv 1{\pmod {p}}}
Bei uns ist möglicherweise {\displaystyle n=399001} eine Primzahl, wir setzen {\displaystyle p=399001}. Wir kontrollieren, ob mit {\displaystyle a=2} obige Kongruenz erfüllt ist. Man erhält tatsächlich
{\displaystyle 2^{399001-1}=2^{399000}\equiv 1{\pmod {399001}}}
Die Zahl {\displaystyle n=399001} ist somit eine PRP-Zahl zur Basis {\displaystyle 2} und entweder tatsächlich eine Primzahl, oder sie ist eine Fermatsche Pseudoprimzahl zur Basis {\displaystyle 2}.
Man wiederholt diese Kongruenz, diesmal mit {\displaystyle a=3}:
{\displaystyle 3^{399001-1}=3^{399000}\equiv 1{\pmod {399001}}}
Die Zahl {\displaystyle n=399001} ist somit auch eine PRP-Zahl zur Basis {\displaystyle 3} und entweder tatsächlich eine Primzahl, oder es ist eine Fermatsche Pseudoprimzahl zur Basis {\displaystyle 3}.
Man wiederholt diesen Test mit {\displaystyle a=5,7,11,13} und {\displaystyle 17} und erhält als Ergebnis jedes Mal, dass {\displaystyle n=399001} entweder tatsächlich eine Primzahl, oder jeweils eine Fermatsche Pseudoprimzahl zur Basis {\displaystyle a=5,7,11,13} und {\displaystyle 17} ist.
Es ist {\displaystyle n=399001} auf jeden Fall eine PRP-Zahl, da sie mindestens einen Primzahltest „erfolgreich“ überstanden hat (im Sinne von „könnte eine Primzahl sein“). Der Fermatsche Primzahltest deutet eher auf eine Primzahl hin. Man geht weiter zu
Schritt 3:  ein anderer probabilistischer Primzahltest, zum Beispiel der Solovay-Strassen-Test
Sei {\displaystyle n=399001}, {\displaystyle a=2} und {\displaystyle b:=a^{\frac {n-1}{2}}{\pmod {n}}}. Dann ist 
{\displaystyle b=2^{\frac {399001-1}{2}}\equiv 1{\pmod {399001}}}
Es ist {\displaystyle b=1}, somit kann es sich bei {\displaystyle n=399001} um eine Primzahl oder eine Eulersche Pseudoprimzahl handeln. Nun berechnet man das Jacobi-Symbol {\displaystyle J(a,n)=J(2,399001)}:
{\displaystyle J(2,399001)=1\equiv 1\equiv b{\pmod {399001}}}
Der Solovay-Strassen-Test liefert also keine Aussage (wäre {\displaystyle J(2,399001)\not \equiv b{\pmod {399001}}}, wäre {\displaystyle n} zusammengesetzt), {\displaystyle n=399001} ist eine Euler-PRP-Zahl zur Basis {\displaystyle 2} und kann eine Primzahl oder eine Eulersche Pseudoprimzahl zur Basis {\displaystyle 2} sein.
Man wiederholt diese Tests mit {\displaystyle a=3,5,7,11,13,17} und {\displaystyle 19} und erhält als Ergebnis jedes Mal, dass {\displaystyle n=399001} entweder tatsächlich eine Primzahl, oder jeweils eine Eulersche Pseudoprimzahl zur Basis {\displaystyle a=3,5,7,11,13,17} und {\displaystyle 19} ist. Man fährt fort mit
Schritt 4:  ein anderer probabilistischer Primzahltest, zum Beispiel der Miller-Rabin-Test
Zuerst wählt man eine Zahl {\displaystyle a} aus der Menge {\displaystyle \{2,3,\ldots ,n-2=398999\}}. Der nächste Schritt ist ein Test, den nur Primzahlen und starke Pseudoprimzahlen (zur Basis {\displaystyle a}) bestehen. Man berechnet {\displaystyle d} (ungerade) und {\displaystyle j}, so dass
{\displaystyle n-1=d\cdot 2^{j}},
und prüft dann, ob entweder
{\displaystyle a^{d}\equiv 1{\pmod {n}}}
oder
{\displaystyle a^{d\cdot 2^{r}}\equiv -1{\pmod {n}}}  für ein {\displaystyle r} mit {\displaystyle 0\leq r<j}
gilt.
Wir wählen {\displaystyle a=2} und erhalten
{\displaystyle n-1=399001-1=399000=49875\cdot 2^{3}=d\cdot 2^{j}}
Somit ist {\displaystyle d=49875} und {\displaystyle j=3}. Man kontrolliert nun obige Kongruenz
{\displaystyle 2^{d}=2^{49875}\equiv 47896\not \equiv 1{\pmod {399001}}}
und stellt somit fest, dass {\displaystyle n=399001} keine Primzahl ist. Es ist also gesichert, dass sie zusammengesetzt sein muss. Welche Primteiler sie hat, weiß man aber nicht. Hätte man beim Schritt 1 bis zur Zahl {\displaystyle 31} weitergemacht, hätte man festgestellt, dass {\displaystyle 399001:31=12871} ist und somit die Zahl {\displaystyle 31} als Primteiler hat. Das Problem ist, dass man bei großen Zahlen irgendwann mit den Probedivisionen aufhören muss. Die Zahl {\displaystyle n=399001} ist im Speziellen sogar eine Carmichael-Zahl und eine absolute Eulersche Pseudoprimzahl und erfüllt somit viele Eigenschaften von Primzahlen, obwohl sie keine ist. Normalerweise erkennt man schneller, ob eine PRP-Zahl eine Primzahl ist oder nicht.

## Liste von Pseudoprimzahlen
Die folgenden Zahlen sind die kleinsten Fermatschen Pseudoprimzahlen zur Basis 2:
341, 561, 645, 1105, 1387, 1729, 1905, 2047, 2465, 2701, 2821, 3277, 4033, 4369, 4371, 4681, 5461, 6601, 7957, 8321, 8481, 8911, 10261, 10585, 11305, 12801, 13741, 13747, 13981, 14491, 15709, 15841, 16705, 18705, 18721, 19951, 23001, 23377, 25761, 29341, … (Folge A001567 in OEIS)
Die folgenden Zahlen sind die kleinsten Fermatschen Pseudoprimzahlen zur Basis 3:
91, 121, 286, 671, 703, 949, 1105, 1541, 1729, 1891, 2465, 2665, 2701, 2821, 3281, 3367, 3751, 4961, 5551, 6601, 7381, 8401, 8911, 10585, 11011, 12403, 14383, 15203, 15457, 15841, 16471, 16531, 18721, 19345, 23521, 24046, 24661, 24727, 28009, 29161, … (Folge A005935 in OEIS)
Weitere Fermatsche Pseudoprimzahlen siehe hier.
Die folgenden Zahlen sind die kleinsten Eulerschen Pseudoprimzahlen zur Basis 2:
341, 561, 1105, 1729, 1905, 2047, 2465, 3277, 4033, 4681, 5461, 6601, 8321, 8481, 10261, 10585, 12801, 15709, 15841, 16705, 18705, 25761, 29341, 30121, 31621, 33153, 34945, 41041, 42799, … (Folge A006970 in OEIS)
Die folgenden Zahlen sind die kleinsten Eulerschen Pseudoprimzahlen zur Basis 3:
121, 703, 1541, 1729, 1891, 2465, 2821, 3281, 4961, 7381, 8401, 8911, 10585, 12403, 15457, 15841, 16531, 18721, 19345, 23521, 24661, 28009, 29341, 30857, 31621, 31697, 41041, 44287, 46657, 47197, 49141, 50881, 52633, 55969, 63139, 63973, 72041, 74593, 75361, … (Folge A262051 in OEIS)
Weitere Eulerschen Pseudoprimzahlen siehe hier.
Die folgenden Zahlen sind die kleinsten starken Pseudoprimzahlen zur Basis 2:
2047, 3277, 4033, 4681, 8321, 15841, 29341, 42799, 49141, 52633, 65281, 74665, 80581, 85489, 88357, 90751, 104653, 130561, 196093, 220729, 233017, 252601, 253241, 256999, 271951, 280601, 314821, 357761, 390937, 458989, 476971, 486737, … (Folge A001262 in OEIS)
Die folgenden Zahlen sind die kleinsten starken Pseudoprimzahlen zur Basis 3:
121, 703, 1891, 3281, 8401, 8911, 10585, 12403, 16531, 18721, 19345, 23521, 31621, 44287, 47197, 55969, 63139, 74593, 79003, 82513, 87913, 88573, 97567, 105163, 111361, 112141, 148417, 152551, 182527, 188191, 211411, 218791, 221761, 226801, … (Folge A020229 in OEIS)
Weitere starke Pseudoprimzahlen siehe hier.
Die folgenden Zahlen sind die kleinsten Carmichael-Zahlen:
561, 1105, 1729, 2465, 2821, 6601, 8911, 10585, 15841, 29341, 41041, 46657, 52633, 62745, 63973, 75361, 101101, 115921, 126217, 162401, 172081, 188461, 252601, 278545, 294409, 314821, 334153, 340561, 399001, 410041, 449065, 488881, 512461, … (Folge A002997 in OEIS)
Diese Zahlen sind für den Fermatschen Primzahltest ungeeignet, weil sie bezüglich jeder zur zu untersuchenden Zahl {\displaystyle n} teilerfremden Basis {\displaystyle a} eine Fermatsche Pseudoprimzahl ist.
Die folgenden Zahlen sind die kleinsten absoluten Eulerschen Pseudoprimzahlen:
1729, 2465, 15841, 41041, 46657, 75361, 162401, 172081, 399001, 449065, 488881, 530881, 656601, 670033, 838201, 997633, 1050985, 1615681, 1773289, 1857241, 2113921, 2433601, 2455921, 2704801, 3057601, 3224065, 3581761, 3664585, 3828001, 4463641, 4903921, … (Folge A002997 in OEIS)
Diese Zahlen sind für den Solovay-Strassen-Test ungeeignet, weil sie bezüglich jeder zur zu untersuchenden Zahl {\displaystyle n} teilerfremden Basis {\displaystyle a} eine Eulersche Pseudoprimzahl ist.

## Die zehn größten PRP-Zahlen
Es folgt eine Liste der momentan 10 größten PRP-Zahlen, also von Zahlen, die wahrscheinlich Primzahlen sind, von denen man es aber noch nicht sicher weiß. Der vorletzten Spalte kann man entnehmen, um welche Art von Primzahl es sich handeln würde, wenn sich herausstellt, dass diese Zahl tatsächlich einen Primzahl ist. Der letzten Spalte kann man entnehmen, die wievieltgrößte Primzahl die jeweilige PRP-Zahl wäre, wenn diese (und nur diese) sich tatsächlich als Primzahl herausstellen würde (Stand: 12. August 2023):
| Rang | PRP-Zahl                                                                                              | Anzahl der Stellen | Entdecker                                                    | Datum der Entdeckung | Anmerkung                                                                                                 | theoretischer Primzahlrang |
| ---- | --- | ------------------ | ------------------------------------------------------------ | -------------------- | --- | -------------------------- |
| 01.  | {\displaystyle {\frac {10^{8177207}-1}{9}}}                                                           | 8177207            | Ryan Propper, Sergey Batalov                                 | 8. Mai 2021          | wäre die größte Repunit                                                                                   | 012.                       |
| 02.  | {\displaystyle {\frac {10^{5794777}-1}{9}}}                                                           | 5794777            | Ryan Propper, Sergey Batalov                                 | 20. April 2021       | wäre die zweitgrößte Repunit                                                                              | 025.                       |
| 03.  | {\displaystyle {\frac {2^{15135397}+1}{3}}}                                                           | 4556209            | Ryan Propper                                                 | Juni 2021            | wäre die größte Wagstaff-Primzahl                                                                         | 045.                       |
| 04.  | {\displaystyle 2^{13380298}-27}                                                                       | 4027872            | Jeff Gilchrist, Vincent Diepeveen, Tony Reix, Paul Underwood | März 2021            | | 060.                       |
| 05.  | {\displaystyle {\frac {2^{13372531}+1}{3}}}                                                           | 4025533            | Ryan Propper                                                 | September 2013       | wäre die zweitgrößte Wagstaff-Primzahl                                                                    | 060.                       |
| 06.  | {\displaystyle {\frac {2^{13347311}+1}{3}}}                                                           | 4017941            | Ryan Propper                                                 | September 2013       | wäre die drittgrößte Wagstaff-Primzahl                                                                    | 060.                       |
| 07.  | {\displaystyle {\frac {2^{12720787}-1}{1119429257\cdot 175573124547437977\cdot 8480999878421106991}}} | 3829294            | Anonymous                                                    | Juli 2020            | wäre der vierte Primfaktor der Mersenne-Zahl {\displaystyle M_{12720787}}                                 | 066.                       |
| 08.  | {\displaystyle {\frac {2^{12588091}-1}{32075464348897282169539424801}}}                               | 3789365            | Eden Avidan, Naegi Makoto                                    | Mai 2023             | wäre der zweite Primfaktor der Mersenne-Zahl {\displaystyle M_{12588091}}                                 | 066.                       |
| 09.  | {\displaystyle {\frac {2^{12503723}-2^{6251862}+1}{5}}={\frac {(2^{6251862}-1)^{2}+1}{10}}}           | 3763995            | Ryan Propper, Sergey Batalov                                 | Juli 2020            | wäre der zweite Primfaktor der verallgemeinerten Mersenne-Zahl {\displaystyle 2^{12503723}-2^{6251862}+1} | 066.                       |
| 10.  | {\displaystyle {\frac {2^{10443557}-1}{37289325994807}}}                                              | 3143811            | GIMPS-fre_games                                              | Juli 2020            | wäre der zweite Primfaktor der Mersenne-Zahl {\displaystyle M_{10443557}}                                 | 109.                       |